# CJ van Ledden Hulsebosch

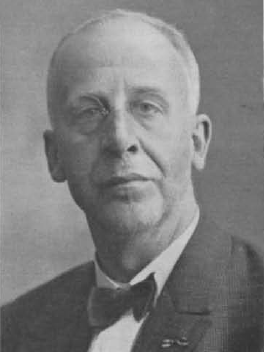
CJ van Ledden Hulsebosch

Christiaan Jacobus van Ledden Hulsebosch (* 20. März 1877 in Amsterdam; † 18. April 1952 ebenda) war ein niederländischer Apotheker, forensischer Chemiker und Forscher. Er führte forensische Lichtquellen in die polizeiliche Arbeit ein und spielte damit eine große Rolle in der europäischen und weltweiten Entwicklung der Kriminalistik.

## Leben und Arbeit
Sein Vater Marius Louis Quirin van Ledden Hulsebosch (1849–1930) war ein berühmter Chemiker.  Nach seiner Schulzeit in Amsterdam und im niederländischen Tiel studierte Christiaan Jacobus van Ledden Hulsebosch von 1897 bis 1902 an der Universität Amsterdam Pharmazie.
Im Dezember 1902 erhielt er sein Diplom, wurde in Den Haag zum Gesundheitsinspektor ernannt und übernahm die Apotheke Nieuwendijk seines Vaters, die er eher halbherzig führte. In den Jahren von 1902 bis 1910 studierte er Chemie, Physik und Kriminologie in Lausanne, Berlin, Dresden und Wien. Die Apotheke führte bereits seit Januar 1883 verschiedene forensische Forschungsaufträge durch, nachweislich seit 1885 wurden von seinem Vater wiederholt gerichtliche Überprüfungen in Rechnung gestellt.
Anfang März 1902 wurde von der Staatsanwaltschaft Alkmaar telegraphisch ein Antrag zu Untersuchungen in einem Sexualverbrechen an seinen Vater gestellt, der zu dieser Zeit an einer Konferenz in Brüssel teilnahm; der damals 24-jährige Student Christiaan Jacobus van Ledden Hulsebosch konnte den Auftrag erfolgreich abschließen und eigenständig berechnen. So begann seine Karriere als forensischer Prüfer.
Sein Vater führte insbesondere gerichtliche Überprüfungen zu Vergiftungen und Straftaten mit Verwendung von Tinten durch, widmete sich jedoch auch anderen Spuren, die Einbrecher hinterließen. Am Anfang war auch Christiaan Jacobus van Ledden Hulsebosch – zusätzlich zu seiner Arbeit in der Apotheke – in ähnlichen Fällen beschäftigt, aber im Laufe der Zeit erweiterte er sein Spektrum der Forschungen: Er untersuchte Flugzeugabstürze, Brandstiftungen und Morde aller Art. Zur weiteren Ausbildung studierte er an dem von Professor Dr. Archibald Rudolph Reiss an der Universität Lausanne gegründeten Institut de police scientifique.
Im Jahre 1910 gab er, sehr zum Leidwesen seines Vaters, alle Aktivitäten in der Apotheke auf und konzentrierte sich ganz auf „die wissenschaftliche Forschung für die Industrie, von Einzelpersonen und des Rechts“. In seinem Labor kaufte er spezielle Ausrüstungen aus dem Ausland oder Ausrüstungsgegenstände, die er für sich weiterentwickelte. Er erreichte großen Ruhm und war der Erste, der ultraviolettes Licht bei polizeilichen Ermittlungen verwendete. Im Jahre 1914 gründete er die erste Schule für wissenschaftliche Polizeiforschung (Theorie der Spuren), schon bald fand seine Arbeit und Lehre Anerkennung. Von 1916 bis zu seinem Ruhestand am 1. Juli 1950 war er wissenschaftlicher Berater der Polizei in Amsterdam und 1923 wurde er Privatdozent an der rechtswissenschaftlichen Fakultät der Universität von Amsterdam und unterrichtete in den „Lehren der Aufdeckung des Vergehens“. Darüber hinaus war Van Ledden Hulsebosch Gastdozent an der Polizeiberufsschule (MPVS) in Hilversum. Im Jahre 1929 gründete CJ van Ledden Hulsebosch mit dem schweizerischen Kriminalisten Marc Bischoff, dem Franzosen Edmond Locard, dem Österreicher Siegfried Türkel und dem Deutschen Georg Popp in Lausanne die in Wien ansässige Académie Internationale de Criminalistique (Internationale Akademie für Kriminalistik).
Im Jahr 1945 erschien sein autobiografisches Buch Vierzig Jahre Detektivarbeit, das in Utrecht veröffentlicht wurde.
Im Jahre 1952 starb er im Alter von fünfundsiebzig Jahren in seiner Heimatstadt infolge eines Herzinfarkts. Christiaan Jacobus van Ledden Hulsebosch heiratete am 17. Dezember 1903 Nora Manikus, aus der Ehe gingen zwei Söhne und eine Tochter hervor. Obwohl er im Laufe seines Lebens viel Leid erleben musste, war er ein liebenswürdiger Mann, voller Humor und immer optimistisch.
Der niederländische Schriftsteller Dick van den Heuvel schrieb in Zusammenarbeit mit Simon de Waal vier Krimis mit C.J. van Ledden Hulsebosch als realistischem Protagonisten, die Geschichten waren jedoch reine Fiktionen: Murder in Tuschinski, Die Rückkehr des Kaisers, Playing with Fire und Der Rembrandt-Code.

## Besondere Forschungsergebnisse
In einer Veröffentlichung von Christiaan Jacobus van Ledden Hulsebosch im Archiv für Kriminologie, Band 78, S. 1, berichtete er über die Verwendung der ultravioletten Strahlen in der Kriminologie und schilderte die Ergebnisse, die wegweisend für die polizeiliche Tatortarbeit waren. Vor allem auch wegen der einfachen und handlichen Apparatur, deren er sich dabei bedient hatte. Für seine Untersuchung nutzte er eine Analysen-Quarzlampe der Hanauer Quarzlampenfabrik. „Den wesentlichsten Bestandteil dieses Apparates bildet die bekannte Quecksilberdampflampe, die als sog. künstliche Höhensonne in der Therapie verwandt wird. Diese ist von einem Gehäuse umgeben, das unten als Filter ein Fenster aus besonderem Material trägt, durch das im Wesentlichen nur die ultravioletten Strahlen, nicht dagegen die sichtbaren hindurchdringen.“ Van Ledden-Hulsebosch stellte nun neben chemischen bedeutsamen Befunden fest, dass Flecke und Spuren von Sperma, Harn, Weißfluss, Schweiß, Blutserum und dergleichen deutlich aufleuchten, wenn sie von den ultravioletten Strahlen getroffen werden.
„Die verschiedenen in Betracht kommenden Stoffe verhalten sich dabei folgendermaßen: Unverändertes Blut, als frischer Tropfen auf nicht resorbierender Unterlage erscheint tiefschwarz ohne jeden Farbton oder Lichtreflex. Sedimentiert man es dagegen, erweist sich das Serum als schwach bläulich leuchtend im Gegensatz zum völlig ‚toten‘ Blutkuchen. Der Blutfarbstoff luminesziert also nicht, ja er verdeckt sogar sonst leuchtende Substanzen, wenn diese auch nur mit einer dünnen Blutschicht bedeckt sind. […] Außerordentlich wertvoll ist die Analysenlampe beim Aufsuchen von Spermaflecken, die offenbar wegen ihres hohen Eiweißgehaltes unter dem ultravioletten Licht besonders hell aufleuchten. Dadurch wird das Auffinden verdächtiger Stellen in großen Untersuchungsobjekten (Bettlaken, Teppichen, Diwandecken) erheblich erleichtert, besonders wenn es sich um dunkle, dichte Stoffe handelt, bei denen sowohl ein Durchtasten wie Betrachten manche Stellen der Untersuchung entgehen lässt. […] Flecke von Vaginalsekret leuchten unter ultraviolettem Licht bläulich-weiß; Beimengung von Sperma oder Eiter ändert die Erscheinung nicht sichtlich, während Blutgehalt (Menstrualblut) die Fluoreszenz fortschreitend abdunkelt. Ein gleichsinniges Verhalten zeigen Schleimspuren aus der Nase, der Luftröhre und deren Ästen. Bei Magen- und Duodenalsaft leuchten die nur vom Schleim durchtränkten Stellen, während die von Speisebrei und Galle gefärbten Teile eine ihrer Zusammensetzung entsprechende dunklere Farbe haben. Galle an sich erscheint kanariengelb. […] Eingetrockneter Schweiß ist nur bei sehr grober Benetzung des Objekts unter der Analysenlampe sichtbar. Deshalb lassen sich Fingerabdrücke mit Hilfe der ultravioletten Strahlen nicht deutlicher feststellen als auch sonst.“

## Schriften
- Veertig jaren speurderswerk door. Verlag Kemink und Sohn, Utrecht 1945.